# レイテックス
株式会社レイテックスは、かつて半導体ウェーハ検査装置や、測定装置の製造販売を行っていた日本の企業である。

## 概要
半導体製造工程において、主に前工程（ウェーハ製造、マスク、ウェーハプロセス等の各工程）で使われる半導体ウェーハ検査装置・測定装置の製造及び販売や、輸入商品の販売を手がけていた。社名の由来は(X-Ray(エックス線)などを表す)RAY(光)とTEX(テクノロジー)を合わせた造語である。レーザーを用いた独自の光学測定技術に特徴があり、大手ウェーハメーカーが主要顧客となっていた。
マザーズに上場していたが、時価総額が3億円を下回る状況が続き、上場維持の基準を満たさなかったため、東京証券取引所は2011年1月31日に上場廃止にすると発表した。後にフェニックス銘柄に指定されることが決定し、上場が2011年3月1日まで延長され、廃止に至っている。
2011年11月、希望退職者募集による全従業員5分の1の削減を発表し
、3名が希望退職に応募があったと公表している
2014年2月28日、決算短信の開示がされなかったため、フェニックス銘柄指定も取消となった。
2015年にケメット・ジャパン株式会社が設立した株式会社レイテックス・オプティマ（現：株式会社オプティマ）へ製造・販売事業を譲渡。その後債権者から破産を申し立てられ、2017年3月8日に東京地方裁判所から破産手続開始決定を受けた。そして2020年4月20日に法人格が消滅した。

## 商品
商品
- ウェーハ検査装置 - シリコンウェーハのエッジ（端面）、裏面のキズ等の有無を独自のレーザースキャン方式を用いて検査する装置。

エッジ検査装置「Edge Scan」、裏面検査装置「Back Scan」、エッジ裏面複合検査装置「EdgeScan B+plus」等
- ウェーハ測定装置 - シリコンウェーハ表面の凹凸を測定する装置

360度のウェーハロールオフ測定が可能な「DynaSearch XP」、ウェーハの両面を非接触で測定できる「NanoPro NP2」等
- 表面粗さ計 - 測定物の粗さやうねりなどの表面形状を解析する装置

## 沿革
- 1988年7月 - 東京都八王子市に資本金3,000千円で株式会社レイテックスを設立。
- 1994年1月 - 本社を東京都国分寺市に移転。
- 1995年6月 - 本社を東京都多摩市に移転。
- 2003年3月 - 福島県福島市に福島オフィスを開設。
- 2003年6月 - 福岡県福岡市中央区に九州オフィスを開設。
- 2003年7月 - 米国オレゴン州に RAYTEX USA CORPORATION を設立。
- 2004年4月22日 - 株式会社東京証券取引所マザーズに株式上場。
- 2004年8月 - 台湾台北市に台湾オフィスを開設。
- 2004年10月 - 韓国京畿道龍仁市に韓国オフィスを開設。
- 2006年7月 - 東京都多摩市・落合（多摩センター地区）の新社屋に本社移転。
- 2007年3月 - 株式交換により、株式会社ナノシステムソリューションズを完全子会社化。
- 2008年10月 - Deep Photonics Corporation(米国)と販売代理店契約締結により太陽電池市場に参入。
- 2011年3月1日 - 東京証券取引所を上場廃止。
- 2011年3月1日 - 日本証券業協会フェニックス銘柄に指定。
- 2013年6月3日 - 連結子会社である株式会社ナノシステムソリューションズの全株式を譲渡[13]。
- 2014年2月7日 - 本社を東京都渋谷区に移転[14]。
- 2014年2月28日 - 日本証券業協会フェニックス銘柄の指定取消。
- 2017年3月8日 - 東京地方裁判所から破産手続開始決定を受ける[11]。
- 2020年4月20日 - 法人格消滅。

## 関連会社
- RAYTEX USA CORPORATION